# 家電侍
『家電侍』（かでんさむらい）は、2022年4月2日から6月25日までBS松竹東急にて放送されたテレビドラマ。主演は滝藤賢一。
江戸時代の貧乏浪人のもとに、ふとしたことから現代の最新家電が届くようになり、そこから様々な事件が巻き起こる様を描くSF時代劇コメディ。
BS松竹東急オリジナルドラマ枠「土曜ドラマ」の第1弾。
2023年1月4日にスペシャルドラマが放送された。

## 概要
原案・プロデューサーの濱谷晃一と滝藤は、2014年放送の『俺のダンディズム』（テレビ東京系）から交流があり、今作の企画を提案してから8年越しで実現に至り、撮影は全13話を21日間で行われた。

## あらすじ
浪人・兼梨四十郎は妻・静江、息子の太郎とともに長屋で貧しくも慎ましく暮らしている。そんなある時、ふと訪れた神社に突如雷が落ちたのを目撃し、四十郎はそこでタブレット端末を発見する。タブレットは「カージー」と名乗り語りかけてきて、日々の暮らしの中で妻子の苦労を気にかける四十郎に対し、カージーは様々な「家電」を紹介する。四十郎は見たこともない技術に戸惑いながらも便利なこれらの家電を使いこなしていく。

## キャスト

### 主要人物
兼梨四十郎（かねなし しじゅうろう）
演 - 滝藤賢一
長屋に暮らす貧乏浪人。仕官先を失い傘張りの内職をしており、当初はその事を妻にも隠していたが、武士としての誇りは失わず、妻子思いで暮らしを楽にしてあげたいと考えている。
カージーを「神仏の使い」と認識して「殿」を付けて呼び、家電には飼い慣らした妖怪が潜んでいると想像する。
神社内に備えた自転車を漕ぐことで発電し、ポータブル電源に充電する事で家電を使用している。
静江（しずえ）
演 - 前田亜季
四十郎の妻。元は水戸の良家の出身で、四十郎が浪人となった事を知ってからも献身的に支える。
ホームベーカリーで独自にあんパンを作り「愛のああんパン」と名付け販売、ヒットする。
家電アドバイザー「カージー」
演 - MEGUMI（声）
「光雷神社」に突如出現した、タブレット端末に内蔵された家電アドバイザー（AI）。
四十郎の相談相手となって家電を提案し、品物をすぐさま通販「Nyamazon」で届けてくる。
普段は丁寧な口調だが、たまにジョーク（駄洒落）を言ったり、美容家電を紹介するときには「美のカリスマモード」の口調になる。
平賀（ひらが）
演 - 水石亜飛夢
長屋の隣人。太郎に読み書きなどを教えている。四十郎の自宅に増えていく家電に興味を持つ。かつて土用の丑の日に鰻を食べる事を提案したと語る。
太郎（たろう）
演 - 加賀谷光輝
四十郎と静江の息子。食いしん坊でウナギや団子が好物。

### その他
傘屋の女将
演 - 那須佐代子（第3話・第5話・第6話・第11話）
四十郎が内職を請けている傘屋。店は質屋を兼ねていたり、洗顔料のウグイスの糞なども販売している。
お菊（おきく）
演 - 池谷のぶえ（第4話・第5話）
長屋の住人。静江に噂話や世話焼きをする。
お春（おはる）
演 - 北香那（第5話）
静江に裁縫の内職を紹介する。
伊之助（いのすけ）
演 - 田村健太郎（第7話）
平賀と旧知の仲である成金商人。
五平（ごへい）
演 - 盛隆二（第8話）
四十郎と剣術を共にしたライバル。
久右衛門（ひさえもん）
演 - 浜田学（第9話）
静江の兄。四十郎と静江に離縁を迫る。
産婆
演 - 長田奈麻、島田桃依、高田郁恵（第10話）
過去、静江の出産時に立ち会った産婆。
伊藤 強志（いとう つよし）
演 - 嶺岸煌桜（第11話 - 最終話）
現代の光雷神社にタイムスリップした四十郎と出会った少年。
伊藤 美沙（いとう みさ）
演 - 前田亜季（第12話・最終話）
静江とそっくりな強志の母。四十郎が拾ったタブレット端末の持ち主。四十郎の子孫と推測される。
翔太（しょうた）、祐也（ゆうや）
演 - 新美理斗、上田琳斗（第12話）
強志を「ヨワシ」と呼ぶいじめっ子。
高橋（たかはし）
演 - 永田崇人（第12話・最終話）
美沙と同僚である家電量販店（ヨドバシAkiba）の店員。
隼人（はやと）
演 - 奥野瑛太（最終話）
美沙の夫。妻の稼いだ金をギャンブルに費やしていた。

## スタッフ
- 監督・演出 - 西古屋竜太
- 脚本 - 本山久美子、岡庭ななみ、田中到、大西右人
- 主題歌 - ビッケブランカ「Treasure」（avex trax）
- 音楽 - 石塚徹、田井千里、山根美和子
- 音楽プロデューサー - 田井モトヨシ
- 時代考証 - 大石学
- 和傘監修 - 仐日和、和傘CASA
- フードコーディネーター - はらゆうこ
- 技術協力 - ビデオフォーカス
- 美術協力 - テレビ東京アート
- ポスプロ - テクノマックス
- スタジオ - 日光江戸村
- タイトルバック協力 - 江戸東京博物館
- 撮影協力 - ヨドバシカメラ、日の出町熊野神社
- プロデューサー - 村崎冬季、小林泰子、濱谷晃一、佐々木梢
- 製作 - BS松竹東急、PROTX

## 放送日程
| 話数   | 放送日  | 家電                                             | 脚本       |
| ------ | ------- | ------------------------------------------------ | ---------- |
| 第1話  | 4月02日 | 炊飯器                                           | 本山久美子 |
| 第2話  | 4月09日 | ロボット掃除機                                   | 本山久美子 |
| 第3話  | 4月16日 | 冷蔵庫                                           | 本山久美子 |
| 第4話  | 4月23日 | 全自動洗濯乾燥機                                 | 岡庭ななみ |
| 第5話  | 4月30日 | フェイススチーマー、RF美顔器                     | 岡庭ななみ |
| 第6話  | 5月07日 | 防犯カメラ                                       | 田中到     |
| 第7話  | 5月14日 | 電子レンジ                                       | 本山久美子 |
| 第8話  | 5月21日 | 自動調理なべ                                     | 大西右人   |
| 第9話  | 5月28日 | エアコン                                         | 大西右人   |
| 第10話 | 6月04日 | そうめんスライダー、わたあめメーカー、たこ焼き器 | 田中到     |
| 第11話 | 6月11日 | ホームベーカリー                                 | 田中到     |
| 第12話 | 6月18日 | （特定の家電は登場せず)                          | 本山久美子 |
| 最終話 | 6月25日 | （特定の家電は登場せず）                         | 本山久美子 |

- ひかりTV（NTTぷらら）[7]やGYAO![8]などでの見逃し配信がされた。

## スペシャルドラマ
新春プレミアムドラマ『家電侍スペシャル ストップ!忠臣蔵』（かでんざむらいスペシャル ストップ ちゅうしんぐら）と題し、2023年1月4日の21:00-23:00にBS松竹東急にてスペシャルドラマが放送された。
兼梨四十郎が、友人である赤穂藩筆頭家老の 大石内蔵助良雄 が「忠臣蔵」で命を落とす運命を知り、家電の力で未来を変えようと奔走する。

### あらすじ（SP）
兼梨家から「家電」が消えた後、身籠った妻の静江を支え、家事や内職にいそしむ四十郎。ある時、犬への暴行という冤罪で投獄されるものの、旧知の仲であった良雄の助けで放免となる。良雄は主君である浅野内匠頭長矩が勅使饗応役をつとめる「饗応の儀」のために江戸にやって来たという。
静江が風邪により寒気を訴えて寝込み、光電神社に参拝をする四十郎のもとに再びカージーが現れ、カーボンヒーターによって事なきを得る。しかし四十郎はカージーから、浅野の吉良上野介義央への刃傷（赤穂事件）を経て、良雄が討ち入りの後命を落とすという未来を聞く。
四十郎は饗応の儀を無事成功させる事で、ひいては良雄の討ち入りを食い止められると思い立ち、カージーと家電の助けを借りて奮闘する。

### 家電（SP）
- カーボンヒーター
- 電子レンジ
- 炊飯器
- 電気圧力なべ
- 自動調理なべ
- フードプロセッサー
- ハンドミキサー
- 魚焼きグリル
- 空気清浄機
- ロボット掃除機
- LEDスピーカー
- 4Kテレビ
- ドローン

### キャスト（SP）
- 兼梨四十郎 - 滝藤賢一
- 静江、美沙 - 前田亜季
- 家電アドバイザー「カージー」 - MEGUMI（声）
- 平賀 - 水石亜飛夢
- 太郎 - 加賀谷光輝
- 傘屋の女将 - 那須佐代子
- 強志 - 嶺岸煌桜
- 浅野内匠頭長矩 -  平岡祐太[9]
- 堀部安兵衛 - 高橋努[9]
- 清水一学（吉良家家臣） - 本宮泰風[9]
- お鈴（吉良家の侍女） - 若月佑美[9]
- 勅使 - 内藤典彦[9]
- 吉良上野介義央 - 岩松了[9]
- 桂昌院 - 田島令子[9]
- 大石内蔵助良雄 - 尾上菊之助[9]
- 同心 - 白仁裕介

### スタッフ（SP）
- 脚本 - 本山久美子、大谷洋介
- 監督 - 西古屋竜太
- プロデューサー - 村崎冬季（BS松竹東急）、濱谷晃一（PROTX）、佐々木梢（PROTX）
- 製作 - BS松竹東急、PROTX